# A Day Without Rain
A Day Without Rain (от англ. „Ден без дъжд“) е петият студиен албум на ирландската певица, композиторка и музикантка Еня, издаден на 20 ноември 2000 г. от WEA. След промоционално турне в подкрепа на нейния сборен албум Paint the Sky with Stars (1997) тя си взима кратка пауза, преди да възобнови писането и да започне да записва на нов албум през 1998 г. с обичайните си звукозаписни партньори: продуцентът и аранжорът Ники Райън и съпругата му – текстописката Рома Райън. За разлика от предишните си албуми тук Еня включва и струнна част.
Албумът получава смесени отзиви от критиците; някои го смятат за твърде производен на предишните албуми на изпълнителката, докато други хвалят минималното използване на наслагване, с което е известно нейното звучене. Той е комерсиален успех, достигнал 6-о място в Обединеното кралство и първоначално № 17 в Билборд 200 в Съединените щати. След атентатите от 11 септември 2001 г. продажбите на албума и на главния му сингъл Only Time скачат рязко, след като е използван от няколко радио и телевизионни мрежи в тяхното отразяване на атаките. В резултат сингълът се изкачва до № 10 в класацията за сингли Билборд Хот 100, а A Day Without Rain достига нов връх в Билборд 200 на № 2. Той става петият най-продаван албум за 2001 г. в Съединените щати и най-продаваният ню ейдж албум за всички времена с приблизително 16 милиона продадени копия по целия свят. Той остава най-продаваният албум на Еня в кариерата ѝ. За да популяризира албума, тя прави няколко интервюта и телевизионни изпълнения, включително на Световните музикални награди през 2001 г. През 2002 г. албумът ѝ носи трета награда Грами за най-добър ню ейдж албум.

## Запис и музика
След промоционално турне в подкрепа на нейния сборен албум Paint the Sky with Stars (1997) Еня си взима кратка пауза, преди да продължи да пише и да записва новия си студиен албум през 1998 г. с обичайните си звукозаписни партньори: текстописката Рома Райън и продуцентът и аранжорът Ники Райън. Записът е направен в Студио „Еглъ“ (Aigle Studio) в дома на сем. Райън в Килини, графство Дъблин. Еня чувства нуждата да работи с по-спокойно темпо за албума в сравнение с предишния си студиен албум The Memory of Trees (1995), като полага съзнателни усилия да записва пет дни в седмицата вместо седем и си взема почивни дни. Намаляването на работния ѝ график я кара да се чувства по-щастлива.
Тя прави A Day Without Rain по подобен начин на предходните си албуми. Първо прекарва време сама, разработвайки мелодии и скицирайки песните на пиано. След това те се представяни на сем. Райън; „В този момент съм доста разтревожена“, казва тя, „защото това наистина е акт на разкриване на душата ми“. Докато Рома започва да пише текстове на мелодиите, Еня и Ники работят в студиото, за да ги развият в завършени аранжименти. Работейки без краен срок от своя звукозаписен лейбъл или определен график, Еня чувства, че проектът е завършен след две години, чувствайки, че е време да „излезе от студиото... време е да заживее своя живот по света“.

## Песни
По време на създаването на албума Еня открива, че пита себе си за живота си и започва да отговаря на тези въпроси в новия материал, който пише. Тя сравнява албума с четенето на собствения ѝ дневник. „Както в Pilgrim („Поклонник“), казва тя, „се запитах: „Толкова години минаха, доволна ли съм от начина, по който работя?“ И моят отговор е, че не бих променила нищо. Наистина обичам това, което правя“.
Flora's Secret („Тайната на Флора“) е песен, която препраща към Флора – римската митологична богиня на цветята.
Еня и Рома включват някои от преживяванията на Еня от собствения ѝ любовен живот в Only Time („Само времето“) и в Fallen Embers („Паднала жарава“). Първата намеква за трудностите и натиска при намирането на „перфектната любов“, което Еня намира за трудно през цялата си кариера поради личния си начин на живот и за това че предишните ѝ връзки не са били правилните.
A Day Without Rain („Ден без дъжд“) включва по-голямо използване на струни от предходните албуми, и това е направено несъзнателно. Тримата работят, като изпробват всяка възможна идея с музиката и се придържат към елементи, които дават най-голям резултат в творчески план. Повечето от песните в албума са написани в мажор, тъй като Еня смята, че това помага да се създаде по-позитивно и вдъхновяващо настроение на музиката.
A Day Without Rain започва с едноименното инструментално заглавно парче, което Еня прави и в предишните си четири студийни албума. То е кръстено на голямото количество валежи в Ирландия в течение на една година. След определен период от постоянен дъжд в продължение на няколко дни изгрява слънце, което вдъхновява Еня да напише парчето. Тя описва значението му като „настроението на един особено спокоен ден“. Планирано е парчето да бъде песен и Рома подготвя непълен набор от текстове за него, но с развитието на аранжимента е решено то да остане инструментално.
Еня дава разрешение Only Time да бъде включено в саундтрака на романтичния филм „Месец любов“ (2001), където един от главните герои разбира, че умират от рак. Тя се съгласява на това във връзка със смъртта на ирландския музикант Франки Кенеди – съосновател на келтската група „Алтан“ заедно със съпругата му Маред Ни Уейнай, починал от рак на костите през 1994 г. Еня свири на синтезатор в албума им Ceol Aduaidh (1983) и намира смъртта на Кенеди за особено тъжна.
The First of Autumn („Първата есен“) е инструментално парче, вдъхновено от стихотворение, което Рома пише като част от стихосбирка за сезоните. Сред тях е и едно хайку, отпечатано за първи път в бележките към лимитирания бокс сет на Еня Only Time – The Collection (2002).
Еня счита Fallen Embers за свое любимо парче в албума. Тя знае, че това е особено силно парче, когато го представя на Рома, която разбира емоцията, която Еня се опитва да предаде музикално. След като Рома завършва текста, Еня си спомня: „Беше толкова трогателно да ги изпея“.
Японското издание на албума включва и Isobella – песен, която Рома описва като песен за „дете дух“. Дете, което и Еня, и аз изпитахме, но за което не знаем нищо“, и те го наричат „Изобела“.

## Издаване
A Day Without Rain има парти за представяне в Съмърсет Хаус в Лондон на 19 октомври 2000 г., където гостите получават промоционален компактдиск с албума, съдържащ личен органайзер и ръчно изработена заглавна страница. Албумът е издаден е в Обединеното кралство на 20 ноември 2000 г. от Уорнър Мюзик. Излизането му в Северна Америка е на 21 ноември от Рипрайз Рекърдс. В САЩ Рипрайз популяризират албума чрез кампания, включваща електронни картички и страници на Amazon.com с 30-секундни фрагменти от Only Time, ексклузивни дисплеи, предлагани в избрани магазини на дребно и специална част за албума от уебсайта на мрежата на лейбъла. Преди атентатите на 11 септември той достига първоначален връх от № 17 в Билборд 200 в САЩ през декември 2000 г. и № 6 в Класацията за албуми в Обединеното кралство.
Only Time („Само времето“) е издаден като водещ сингъл на албума. Промоционално издание е изпратено до радиостанциите с Adult Contemporary музика, а песента има премиера в радиошоуто Delilah на 24 октомври 2000 г. Нейното музикално видео, режисирано от Греъм Финк, е разпространено в различни музикални телевизионни мрежи на 31 октомври 2000 г. Песента получава национално радио излъчване след използването ѝ в епизод на драматичния сериал Providence и в саундтрака към филма „Месец любов“ (2001). До октомври 2001 г. сингълът е 43 седмици № 1 в Класацията Билборд ню ейдж. През април 2001 г. песента е ремиксирана без разрешение с добавени електронни денс бийт и клавиатури от Швейцарско-американската федерация (S.A.F.) – група, сформирана от базиран в Лос Анджелис радио диджей и продуцент Кристиан Бъркхолдър – дългогодишен фен на Еня и Марк Долд. Тя се излъчва по радиото в Лос Анджелис, преди да се разпространи по станциите в цялата страна. Когато е излъчена по WHTZ в Ню Йорк през юни, други станции следват примера, което води до това, че Ники и Еня се свързват с Бъркхолдър и одобряват ремикса му.
Вторият сингъл от албума – Wild Child („Диво дете“) е издаден през декември 2001 г. Той се класира в класацията Билборд Adult Contemporary с максимална позиция на № 12. Неговата B страна Midnight Blue първоначално е инструментално парче, което е разширено с добавени вокали. След това е преименувана на заглавна песен на албума на Еня And Winter Came... (2008).
През 2001 г. албумът печели наградата за най-добър международен поп албум на годината на Японските награди „Златен диск“. През 2002 г. той печели награда Грами за най-добър ню ейдж албум.

### След 11 септември
След атетатите на 11 септември 2001 г. песента Only Time е използвана в радио и телевизионното отразяване на бедствието, което води до увеличаване на продажбите и излъчването по радиото на сингъла и на A Day Without Rain, така че и двата записа надминаварьт техния първоначален връх в американските класации. Си Ен Ен и Ей Би Си Нюз, наред с други мрежи, пускат песента с Fallen Embers като фон на кадри с жертвите. Позицията ѝ в Билборд 200 се изкачва от № 20 преди атаките до своя връх за всички времена – № 2 поради увеличената публичност на Only Time. През същия месец Only Time достига № 1 в класацията Билборд Adult Contemporary след престой от 33 седмици в класацията, счупвайки 7-годишния рекорд за най-дълго изкачване до челната позиция в класацията в нейната история. През ноември 2001 г. сингълът се изкачва до върха си от № 10 в класацията Билборд Хот 100, което го прави най-високо класиралият се сингъл на Еня в САЩ. От октомври 2001 г. до януари 2002 г. само в САЩ са продадени над 3 милиона сертифицирани от RIAA бройки на A Day Without Rain, вкл. и пикът от 1 млн. копия за 19 дни.
Only Time придобива по-нататъшна популярност след използването му като звукова основа за промоцията на комедийния сериал „Приятели“ в първите пет епизода от осми сезон. След реакцията на медиите и увеличените продажби на записите на Еня Only Time е преиздаден като макси CD на 20 ноември 2001 г., съдържащо ремикса на S.A.F. и оригиналната версия, като приходите от продажбите са дарени на Фонда за вдовици и деца на Асоциацията на униформените пожарникари в помощ на семействата на пожарникарите, участвали в спасителните операции при атаките.
A Day Without Rain става петият най-продаван албум в света през 2001 г. и най-продаваният ню ейдж албум през 2000-те г. в САЩ според Nielsen SoundScan. Той остава най-продаваният албум на Еня в кариерата ѝ с общо 16 милиона продадени копия по цял свят.

### Критичен прием
A Day Without Rain получава смесени отзиви от музикалните критици. В рецензия за в. „Далас Морнинг Нюз“ Марио Тарадел дава оценка "B+". Той смята, че албумът си заслужава 5-годишното чакане след The Memory of Trees и е „друго прекрасно произведение“ на Еня. Заглавната песен е „елегантна пиано мелоди“, последвана от „прогресиране от тъмнина към светлина, от хаос към мир" за останалата част от албума. Критикът определя албума като „характерен за Еня“.
Рецензията на Фиона Шепърд за албума в шотландския вестник „Скотсман“ е по-критична. Тято пише, че Еня продължава „политиката на издаване на един и същ албум отново и отново, използвайки различно заглавие и обложка“ с „мрачни келтски настроения“. Тя смята, че албумът не се равнява на нейните „ранни епични творби“.
Гавин Мартин пише друга критична рецензия във в. Дейли Мирър и смята, че заглавната песен и Only Time ще зарадват феновете ѝ, но албумът „все още звучи като незабележима храна за ню ейдж... Останалите от нас можем да се върнем към скуката“.
В малайския вестник „Ню Стрейтс Таймс“ Р. С. Мърти дава оценка от 2,5 звезди от 5 за изпълнението на Еня и 3 от 5 за качеството на звука на албума. Той пише, че албумът е „скучен ню ейдж опит“ с „хубави мелодии“, но, от друга страна, неговите „плътни текстури прикриват композиционна плиткост“. Той смята някои от заглавията на песните за помпозни, а по-успешните песни като Deora Ar Mo Chroi се дължат по-скоро на техните традиционни келтски елементи, отколкото на собствените композиции на Еня.
Стивън Томпсън от американския онлайн вестник AV Club намира албума за твърде производен на предишните ѝ албуми, които счита за далеч по-добри от него. В рецензията си за „Вилидж Войс“ Робърт Кристгау оценява албума като глупост и „по-лепкав, по-опростен“ от Watermark (1988).
Стив Морс приветства албума в репортаж за в. „Бостън Глоуб“. Той смята, че албумът е „може би най-добрата ѝ работа, защото има повече акцент върху нейните великолепни сопранови вокали, а не върху буйните, многопистови хармонични вокали“.
Сп. „Билборд“ прави комплимент за направата на албума, пишейки, че по-експерименталните песни като Only Time и Lazy Days „не само освежават музикална формула, която все още работи изключително добре, но и оставят слушателя щастливо любопитен за следващия ход на Еня“.
Сп. „Ролинг Стоун“ отбелязва, че албумът звучи твърде подобно на предишните ѝ творби и смята, че промяната в музикалната посока след Paint the Sky with Stars би била по-добра. Нейното „умение за ефимерни звукови акварели е станало досадно подобно на роднина, която разказва едни и същи истории на всеки празник“.
В американския вестник „Балтимор Сън“ Дж. Д. Консидайн смята, че албумът принадлежи към „същия буен, съзерцателен дух“ на предишните ѝ албуми, които според него са съставени от „хубави, но несвързани“ парчета. Все пак A Day Without Rain е по-скоро единен албум, сравним със „сюита вместо с поп албум“. Според него One by Оne „предава всички качества на поп хит, без да се поддава на типичната преходност на любимец на Топ 40“.
Сп. „Пийпъл“ препоръчва „майсторския" албум за „черни дни“ заради характерния звук на Еня и спокойното му настроение.

## Списък с песни
Цялата музика е композирана от Еня. Всички текстове са дело на Рома Райън с изключение на Deora Ar Mo Chroí, адаптирани към ирландски текст от Еня по стихотворението на Рома на английски език. Всички песни са продуцирани от Ники Райън.
| 1.    | A Day Without Rain  | 2:38 |
| 2.    | Wild Child          | 3:47 |
| 3.    | Only Time           | 3:38 |
| 4.    | Tempus Vernum       | 2:24 |
| 5.    | Deora Ar Mo Chroí   | 2:48 |
| 6.    | Flora's Secret      | 4:07 |
| 7.    | Fallen Embers       | 2:31 |
| 8.    | Silver Inches       | 1:37 |
| 9.    | Pilgrim             | 3:12 |
| 10.   | One by One          | 3:56 |
| 11.   | The First of Autumn | 3:10 |
| 12.   | Lazy Days           | 3:42 |
| 37:30 |                     |      |

| 11. | Lazy Days | 3:42 |

| 11. | Isobella  | 4:29 |
| 12. | Lazy Days | 3:42 |

## Състав
Кредити, адаптирани от бележките на албума от 2000 г.
Музика
- Еня – инструменти, вокали, ирландска адаптация
- Wired strings – допълнителни струнни иструменти

Продукция
- Еня – аранжимент, мискиране
- Ники Райън – продукция, аранжимент, инженеринг, миксиране
- Stylorouge – дизайн, арт режисура
- Шийла Рок – фотография на предната обложка, други снимки
- Саймън Фаулър – фотография
- The Handsome Foundation – дизайн на костюмите
- Дик Бийтъм – мастеризиране в 360 Mastering

## Класации
| Класация                                  | Макс. позиция |
| ----------------------------------------- | ------------- |
| Асвтралисйка ARIA класация на албумите    | 4             |
| Австрийска класация на албумите           | 1             |
| Белгийска класация на албумите (Фландрия) | 9             |
| Белгийска класация на албумите (Валония)  | 5             |
| Канадска класация на албумите             | 4             |
| Датска класация на албумите               | 5             |
| Ниделрандска класация на албумите         | 2             |
| Финландска класация на албумите           | 29            |
| Френска класация на албумите SNEP         | 33            |
| Немска класация на албумите Media Control | 1             |
| Унгарска класация на албумите             | 15            |
| Ирландска класация на албумите            | 7             |
| италианска класация на албумите           | 6             |
| Японска класация на албумите              | 4             |
| Новозеландска класация на албумите        | 5             |
| Норвежка класация на албумите             | 12            |
| Испанска класация на албумите             | 3             |
| Шведска класация на албумите              | 4             |
| Швейцарска класация на албумите           | 2             |
| Британска класация на албумите            | 6             |
| Американска Билборд 200                   | 2             |

| Класация (2000)                           | Позиция |
| ----------------------------------------- | ------- |
| Австралийска класация на албумите         | 66      |
| Белгийска класация на албумите (Валония)  | 71      |
| Нидерландска класация на албумите         | 82      |
| Италианска класация на албумите           | 27      |
| Испанска класация на албумите             | 33      |
| Швейцарска класация на албумите           | 91      |
| Класация (2001)                           | Позиция |
| Австралийска класация на албумите         | 62      |
| Австрийска класация на албумите           | 4       |
| Беглийска класация на албумите (Фландрия) | 52      |
| Белгийска класация на албумите (Валония)  | 31      |
| Датска класация на албумите (Hitlisten)   | 62      |
| Нидерландска класация на албумите         | 11      |
| Немска класация на албумите               | 5       |
| Японска класация на албумите              | 62      |
| Швейцарска класация на албумите           | 6       |
| Американска Билборд 200                   | 8       |
| Класация (2002)                           | Позиция |
| Австрийска класация на албумите           | 36      |
| Нидерландска класация на албумите         | 19      |
| Немска класация на албумите               | 29      |
| Швейцарска класация на албумите           | 66      |
| Американска Билборд 200                   | 18      |

| Класация                | Позиция |
| ----------------------- | ------- |
| Американска Билборд 200 | 153     |

## Сертификати
| Регион | Сертификат  | Брой продени бройки |
| --- | ----------- | ------------------- |
| Аржентина (CAPIF) | Златен      | 30 хил.^            |
| Австралия (ARIA) | 3× Платинен | 210 хил.^           |
| Австрия (IFPI Austria)                                                                                                  | Платинен    | 50 хил.*            |
| Белгия (BEA) | 2× Платинен | 100 хил.*           |
| Бразилия (Pro-Música Brasil)                                                                                            | Златен      | 100 хил.*           |
| Канада (Music Canada)                                                                                                   | 8× Платинен | 800 хил.^           |
| Дания (IFPI Danmark) | Платинен    | 50 хил.^            |
| Франция (SNEP) | Златен      | 192 700             |
| Япония (RIAJ) | 4× Платинен | 800 хил.^           |
| Мексико (AMPROFON) | Златен      | 75 хил.^            |
| Нидерландия (NVPI) | 3× Платинен | 240 хил.^           |
| Нова Зеландия (RMNZ) | Платинен    | 15 хил.^            |
| Полша (ZPAV) | Златен      | 50 хил.*            |
| Испания (PROMUSICAE) | 2× Платинен | 200 хил.^           |
| Швеция (GLF) | Платинен    | 80 хил.^            |
| Швейцария (IFPI Switzerland)                                                                                            | 2× Платинен | 100 хил.^           |
| Обединено кралство (BPI)                                                                                                | 2× Платинен | 600 хил.^           |
| САЩ (RIAA) | 7× Платинен | 7 млн.^             |
| Обобощение |             |                     |
| Европа (IFPI) | 4× Платинен | 3 млн.*             |
| По света | —           | 16 млн.             |
| * Данни за продажбите се основават на самото сертифициране. ^ Данните за пратките се основават на самото сертифициране. |             |                     |

## История на изданието
| Страна         | Дата               | Формат             | Лейбъл                       |
| -------------- | ------------------ | ------------------ | ---------------------------- |
| Европа         | 20 ноември 2000 г. | CD касета MiniDisc | Уорнър Мюзик                 |
| Съединени щати | 21 ноември 2000 г. | CD касета MiniDisc | Рипрайз                      |
| В цял свят     | 16 юни 2017 г.     | LP                 | Уорнър Мюзик Рипрайз Рекърдс |